# Nati il 20 luglio

## VII secolo(1)
- 682 - Taichō, monaco buddista giapponese († 767)

## IX secolo(1)
- 810 - Bukhari († 870)

## XIV secolo(3)
- 1304 - Francesco Petrarca, scrittore, poeta e filosofo italiano († 1374)
- 1346 - Margherita Plantageneta, principessa e nobile inglese († 1361)
- 1369 - Pietro di Lussemburgo, cardinale francese († 1387)

## XV secolo(4)
- 1438 - Niccolò d'Este, nobile italiano († 1476)
- 1476 - Jacopo Nardi, letterato e drammaturgo italiano († 1563)
- 1485 - Giovanni Battista Ramusio, diplomatico, geografo e umanista italiano († 1557)
- 1500 - Lorenzo Cybo, sovrano italiano († 1549)

## XVI secolo(8)
- 1517 - Pietro Ernesto I di Mansfeld († 1604)
- 1519 - Papa Innocenzo IX, papa, vescovo cattolico e cardinale italiano († 1591)
- 1529 - Henry Sidney, politico inglese († 1586)
- 1537 - Arnaud d'Ossat, cardinale, diplomatico e vescovo cattolico francese († 1604)
- 1541 - Pierre de Larivey, scrittore, drammaturgo e traduttore francese († 1619)
- 1574 - Wilhelm Kettler, duca lettone († 1640)
- 1581 - Isidoro Bianchi, pittore e ingegnere italiano († 1662)
- 1583 - Albano Roe, presbitero e monaco cristiano inglese († 1642)

## XVII secolo(20)
- 1611 - Gabriel de Henao, teologo, storico e gesuita spagnolo († 1704)
- 1611 - Johann Christoph Storer, pittore e incisore tedesco († 1671)
- 1620 - Nikolaes Heinsius il Vecchio, filologo classico e diplomatico olandese († 1681)
- 1620 - Carlo Massimo, cardinale, politico e numismatico italiano († 1677)
- 1626 - Ulrich Schmid, condottiero e politico svizzero († 1682)
- 1641 - Johann Joseph von Breuner, arcivescovo cattolico e nobile austriaco († 1710)
- 1649 - William Bentinck, I conte di Portland, militare e diplomatico inglese († 1709)
- 1651 - Giovanni Antonio Ricca, architetto italiano († 1725)
- 1656 - Johann Bernhard Fischer von Erlach, architetto austriaco († 1723)
- 1659 - Hyacinthe Rigaud, pittore francese († 1743)
- 1659 - Anne Wharton, poetessa e drammaturga inglese († 1685)
- 1661 - Pierre Le Moyne d'Iberville, navigatore e esploratore francese († 1706)
- 1662 - Andrea Brustolon, scultore italiano († 1732)
- 1663 - Pierre Drevet, incisore francese († 1738)
- 1664 - Cornelia Zangheri Bandi, nobile italiana († 1731)
- 1665 - Imre Esterházy, arcivescovo cattolico ungherese († 1745)
- 1671 - Filippo d'Assia-Darmstadt, nobile tedesco († 1736)
- 1682 - Michele Federico Althann, cardinale e vescovo cattolico tedesco († 1734)
- 1694 - Christian Gottlieb Jöcher, bibliotecario e lessicografo tedesco († 1758)
- 1700 - Henri Louis Duhamel du Monceau, botanico e agronomo francese († 1782)

## XVIII secolo(35)
- 1721 - Philippe-Auguste de Sainte-Foy, letterato francese († 1795)
- 1723 - Robert Shirley, VI conte Ferrers, nobile britannico († 1787)
- 1725 - Joaquín Ibarra, tipografo e editore spagnolo († 1785)
- 1727 - Eleonora Monti, pittrice e disegnatrice italiana († 1762)
- 1728 - Maria Francesca di Monaco, principessa monegasca († 1743)
- 1732 - Raffaele Agostino De Ferrari, doge († 1801)
- 1736 - Giuseppe Firrao il Giovane, cardinale e arcivescovo cattolico italiano († 1830)
- 1737 - Nicolás Fernández de Moratín, avvocato, poeta e drammaturgo spagnolo († 1780)
- 1737 - William Maclay, politico statunitense († 1804)
- 1742 - Armand de Kersaint, ammiraglio e politico francese († 1793)
- 1744 - Henri Hamal, compositore belga († 1820)
- 1745 - Henry Holland, architetto britannico († 1806)
- 1746 - Francisco de Saavedra, politico spagnolo († 1819)
- 1748 - Giulio Gabrielli il Giovane, cardinale italiano († 1822)
- 1749 - Louis-Pierre Deseine, scultore francese († 1822)
- 1752 - György Majláth, nobile, giudice e politico ungherese († 1821)
- 1753 - Giovanni Motta, pittore italiano († 1817)
- 1754 - Antoine-Louis-Claude Destutt de Tracy, nobile e filosofo francese († 1836)
- 1758 - Élie Guadet, avvocato, politico e rivoluzionario francese († 1794)
- 1758 - Sofia Federica di Thurn und Taxis, nobildonna tedesca († 1800)
- 1763 - Filippo Re, botanico e agronomo italiano († 1817)
- 1765 - Alessandro Lazzerini, religioso italiano († 1836)
- 1766 - Filippo Giacomo Albani, IV principe di Soriano nel Cimino, nobile italiano († 1852)
- 1766 - Thomas Bruce, VII conte di Elgin, nobile e diplomatico britannico († 1841)
- 1768 - Liberale Cozza, pittore italiano († 1821)
- 1768 - Praskov'ja Ivanovna Kovaleva, attrice teatrale e soprano russa († 1803)
- 1769 - Charles Wolseley, VII baronetto, politico e nobile inglese († 1846)
- 1773 - Mario Gemmellaro, naturalista e geologo italiano († 1839)
- 1773 - Francesco Sforza Cesarini, VI principe di Genzano, principe italiano († 1816)
- 1774 - Auguste Marmont, generale francese († 1852)
- 1775 - Antoine Simon Durrieu, generale e politico francese († 1862)
- 1783 - Bernardino Fernández de Velasco y Benavides, politico e scrittore spagnolo († 1851)
- 1785 - Mahmud II, sultano ottomano († 1839)
- 1789 - Giovanni Milani, ingegnere italiano († 1862)
- 1797 - Paweł Edmund Strzelecki, geologo, esploratore e alpinista polacco († 1873)

## XIX secolo(180)
- 1803 - Giuseppe Lella, banchiere e politico italiano († 1866)
- 1804 - Richard Owen, biologo e paleontologo britannico († 1892)
- 1806 - Francesco Bonaini, filologo, paleografo e archivista italiano († 1874)
- 1808 - Gaspare Gorresio, glottologo e politico italiano († 1891)
- 1811 - James Bruce, VIII conte di Elgin, nobile e diplomatico scozzese († 1863)
- 1812 - Henry Edwards, I baronetto Edwards di Pye Nest, politico britannico († 1886)
- 1812 - Johann Gildemeister, orientalista tedesco († 1890)
- 1813 - Antonio Masutti, pittore, disegnatore e incisore italiano († 1895)
- 1815 - Giuseppe La Farina, patriota, saggista e politico italiano († 1863)
- 1816 - Jean Andrieu, fotografo e editore francese
- 1816 - William Bowman, chirurgo e anatomista britannico († 1892)
- 1819 - Cornelius Jabez Hughes, fotografo e scrittore britannico († 1884)
- 1820 - Enrico Crivelli, baritono e basso-baritono italiano
- 1821 - Alessandro Bettini, tenore italiano († 1898)
- 1821 - Geremia Bettini, tenore italiano († 1865)
- 1821 - Ferdinando Carlo Vittorio d'Austria-Este, militare austriaco († 1849)
- 1821 - Christian Knud Frederik Molbech, traduttore, poeta e scrittore danese († 1888)
- 1822 - Apollon Aleksandrovič Grigor'ev, poeta, critico letterario e slavista russo († 1864)
- 1822 - Gregor Mendel, biologo e matematico ceco († 1884)
- 1823 - Francesco Gloria, politico italiano († 1902)
- 1824 - Alexander Schimmelfennig, generale e rivoluzionario tedesco († 1865)
- 1825 - Felice Gialdini, arcivescovo cattolico italiano († 1903)
- 1827 - Raffaele De Nobili, politico italiano († 1884)
- 1828 - Guglielmo Nicola di Württemberg, militare austriaco († 1896)
- 1829 - Ferdinando Ramognini, militare, funzionario e politico italiano († 1898)
- 1830 - Ludwig Gebhardt, pittore tedesco († 1908)
- 1830 - Clements Markham, esploratore, geografo e scrittore britannico († 1916)
- 1832 - Alexander Lyman Holley, ingegnere statunitense († 1882)
- 1832 - Ercole Magnaguti, politico italiana († 1892)
- 1833 - Karl von Hasenauer, architetto austriaco († 1894)
- 1833 - Philipp von Klett, compositore di scacchi e militare tedesco († 1910)
- 1835 - Adelaide di Hohenlohe-Langenburg, nobile tedesca († 1900)
- 1835 - Ernest Giles, esploratore britannico († 1897)
- 1838 - Augustin Daly, drammaturgo, regista e produttore teatrale statunitense († 1899)
- 1838 - George Otto Trevelyan, storico e politico inglese († 1928)
- 1838 - Frederick Whymper, artista e esploratore inglese († 1901)
- 1839 - Julius Friedrich Cohnheim, patologo tedesco († 1884)
- 1840 - Werner von Alvensleben-Neugattersleben, politico prussiano († 1929)
- 1842 - Hieronymus Ferdinand Rudolf von Colloredo-Mansfeld, politico e nobile austriaco († 1881)
- 1842 - Alfred de Rothschild, banchiere, collezionista d'arte e filantropo britannico († 1918)
- 1843 - Francesco Coppi, paleontologo, archeologo e geologo italiano († 1927)
- 1844 - Hugh Dawnay, VIII visconte Downe, generale irlandese († 1924)
- 1844 - John Sholto Douglas, IX marchese di Queensberry, nobiluomo scozzese († 1900)
- 1845 - Eduard Sachau, orientalista tedesco († 1930)
- 1847 - William Beresford, ufficiale irlandese († 1900)
- 1847 - Max Liebermann, pittore tedesco († 1935)
- 1849 - Théobald Chartran, pittore francese († 1907)
- 1849 - Robert Anderson Van Wyck, politico statunitense († 1918)
- 1849 - Ernst von Mohl, insegnante tedesco († 1929)
- 1851 - Arnold Pick, neurologo e psichiatra austro-ungarico († 1924)
- 1851 - Cromartie Sutherland-Leveson-Gower, IV duca di Sutherland, nobile britannico († 1913)
- 1852 - Theo Heemskerk, politico olandese († 1932)
- 1852 - Pietro Monni-Serra, politico e poeta italiano († 1922)
- 1853 - Aleksandr Bagration-Mukhrani, militare georgiano († 1918)
- 1854 - Alfonso Di Vestea, medico, batteriologo e virologo italiano († 1938)
- 1855 - Pierre Puiseux, astronomo francese († 1928)
- 1856 - Louise Stichel, ballerina e coreografa italiana († 1942)
- 1857 - Paul Viardot, violinista e musicologo francese († 1941)
- 1858 - George Fawcus, calciatore e dirigente sportivo inglese († 1925)
- 1858 - Elías García Martínez, pittore spagnolo († 1934)
- 1858 - Il'ja Semënovič Ostrouchov, pittore russo († 1929)
- 1859 - Adolfo di Schaumburg-Lippe, nobile († 1916)
- 1859 - Robert Bolder, attore britannico († 1937)
- 1859 - Salvatore Pisani, scultore italiano († 1920)
- 1859 - Otto Warburg, botanico tedesco († 1938)
- 1860 - Giambattista De Curtis, pittore e poeta italiano († 1926)
- 1861 - Paolo Bonomi, politico e avvocato italiano († 1928)
- 1861 - Ettore Cavalli, militare italiano († 1932)
- 1864 - Louis Finot, archeologo francese († 1935)
- 1864 - Erik Axel Karlfeldt, poeta svedese († 1931)
- 1864 - Ruggero Oddi, anatomista e fisiologo italiano († 1913)
- 1865 - Enrico Corradini, scrittore e politico italiano († 1931)
- 1866 - Vittorio Celotti, scultore italiano († 1942)
- 1866 - Ignacy Kłopotowski, presbitero polacco († 1931)
- 1866 - Luigi Nostro, presbitero, storico e poeta italiano († 1944)
- 1867 - Pio Bolzon, botanico italiano († 1940)
- 1868 - Miron Cristea, arcivescovo ortodosso e politico rumeno († 1939)
- 1868 - José Félix Uriburu, generale e politico argentino († 1932)
- 1869 - Frederick Gordon Guggisberg, funzionario britannico († 1930)
- 1870 - Herbert Eugene Bolton, storico statunitense († 1953)
- 1870 - Umberto Pasella, sindacalista e politico italiano († 1957)
- 1872 - Federico Cammeo, giurista italiano († 1939)
- 1872 - Annibale Marinelli De Marco, imprenditore e politico italiano († 1947)
- 1872 - Lino Selvatico, pittore italiano († 1924)
- 1872 - Déodat de Séverac, compositore e organista francese († 1921)
- 1873 - Giuseppe Colarieti Tosti, pittore, scultore e ceramista italiano († 1949)
- 1873 - Witold Maliszewski, compositore e docente polacco († 1939)
- 1873 - Alberto Santos-Dumont, pioniere dell'aviazione brasiliano († 1932)
- 1873 - Nicola Siles, politico italiano († 1952)
- 1874 - Joseph Levering, regista, attore e sceneggiatore statunitense († 1943)
- 1876 - Domenico Cavagnari, ammiraglio italiano († 1966)
- 1876 - Wallace Craig, zoologo statunitense († 1954)
- 1876 - Rakuten Kitazawa, fumettista e pittore giapponese († 1955)
- 1876 - John Mulcahy, canottiere statunitense († 1942)
- 1876 - Pedro Opazo, politico cileno († 1957)
- 1877 - Tom Crean, esploratore e militare irlandese († 1938)
- 1877 - Marie Danet, tennista francese († 1958)
- 1877 - Augusto De Martino, avvocato e politico italiano († 1940)
- 1878 - Fred Blackburn, calciatore inglese († 1951)
- 1879 - Vladko Maček, politico jugoslavo († 1964)
- 1880 - Arduino Berlam, architetto e designer italiano († 1946)
- 1880 - Majit Gafuri, poeta, scrittore e drammaturgo sovietico († 1934)
- 1880 - Hermann Graf Keyserling, filosofo e naturalista estone († 1946)
- 1880 - Tobeen, pittore francese († 1938)
- 1882 - Olga Hahn-Neurath, matematica e filosofa austriaca († 1937)
- 1882 - Karl Swoboda, sollevatore austriaco († 1933)
- 1883 - Paul Bader, generale tedesco († 1971)
- 1883 - Giannotto Bastianelli, musicologo e critico musicale italiano († 1927)
- 1883 - Tranquillo Bianco, attore italiano († 1926)
- 1883 - Azolino Hazon, generale italiano († 1943)
- 1883 - Christian Jensen, filologo classico e papirologo tedesco († 1940)
- 1884 - Grace Bolen, pianista e compositrice statunitense († 1974)
- 1884 - Aurelio Bossi, scultore italiano († 1948)
- 1884 - Bud Osborne, attore e stuntman statunitense († 1964)
- 1884 - Alessio Soley, basso italiano († 1947)
- 1885 - Michitarō Komatsubara, generale giapponese († 1940)
- 1886 - André Boulanger, latinista, archeologo e storico francese († 1958)
- 1886 - Apollo Granforte, baritono italiano († 1975)
- 1886 - Frank Heller, scrittore svedese († 1947)
- 1886 - Thor Larsen, ginnasta norvegese († 1970)
- 1886 - Carl Hans Lungershausen, generale tedesco († 1975)
- 1886 - Sergio Panunzio, giurista, politologo e filosofo italiano († 1944)
- 1886 - Raymond Priestley, geologo, geografo e esploratore britannico († 1972)
- 1886 - Giacomo Vuxani, politico e patriota italiano († 1964)
- 1887 - Mike Gibbons, pugile statunitense († 1956)
- 1888 - Edward Williams, canottiere britannico († 1915)
- 1889 - Manlio Legat, astista, lunghista e multiplista italiano († 1915)
- 1889 - Erich Pommer, produttore cinematografico tedesco († 1966)
- 1889 - Ciro Terranova, mafioso italiano († 1938)
- 1890 - Albert Arnheiter, canottiere tedesco († 1945)
- 1890 - Richard Billinger, drammaturgo, poeta e scrittore austriaco († 1965)
- 1890 - Verna Felton, attrice e doppiatrice statunitense († 1966)
- 1890 - Emilio Lancia, architetto italiano († 1973)
- 1890 - Giorgio Morandi, pittore e incisore italiano († 1964)
- 1890 - Julie Vinter Hansen, astronoma danese († 1960)
- 1891 - Thoralf Grubbe, calciatore norvegese († 1951)
- 1891 - Virgilio Sala, generale e aviatore italiano
- 1891 - John Tremayne Babington, aviatore e militare britannico († 1979)
- 1891 - Alfred Wünnenberg, generale e poliziotto tedesco († 1963)
- 1892 - Gilberto Bosques Saldívar, diplomatico messicano († 1995)
- 1892 - Carlo De Albertis, calciatore italiano
- 1892 - Charles Loupot, pubblicitario francese († 1962)
- 1892 - Joseph Elmer Ritter, cardinale e arcivescovo cattolico statunitense († 1967)
- 1892 - Alfred Thielmann, generale tedesco († 1988)
- 1893 - Arno von Lenski, generale tedesco († 1986)
- 1894 - Errett Lobban Cord, imprenditore e politico statunitense († 1974)
- 1894 - Achille Marazza, politico e antifascista italiano († 1967)
- 1894 - Valerio Mengarini, militare e atleta italiano († 1917)
- 1894 - Renato Spada, aviatore italiano († 1971)
- 1894 - Stefán Jóhann Stefánsson, politico islandese († 1980)
- 1894 - Evangelista Valli, insegnante e antifascista italiano († 1948)
- 1895 - Pietro Bulloni, avvocato e politico italiano († 1950)
- 1895 - Mercedes Capsir, soprano spagnolo († 1969)
- 1895 - Igino Ghisellini, militare italiano († 1943)
- 1895 - Ildo Meneghetti, politico e ingegnere brasiliano († 1980)
- 1895 - László Moholy-Nagy, pittore e fotografo ungherese († 1946)
- 1895 - August Wittmann, generale tedesco († 1977)
- 1896 - Giacomo Gaglione, religioso italiano († 1962)
- 1896 - Rudolf Kolisch, violinista austriaco († 1978)
- 1897 - Werner Peiner, pittore tedesco († 1984)
- 1897 - Tadeusz Reichstein, biochimico polacco († 1996)
- 1898 - Eugène Beaudouin, architetto e urbanista francese († 1983)
- 1898 - Melchiorre Bega, architetto e designer italiano († 1976)
- 1898 - Enrique Gómez Muñoz, calciatore spagnolo († 1954)
- 1898 - Wolf Hagemann, generale tedesco († 1983)
- 1898 - Pedro Zingone, calciatore uruguaiano
- 1899 - Edgardo Baldi, limnologo italiano († 1951)
- 1899 - Celeste Bastianetto, avvocato e politico italiano († 1953)
- 1899 - Edmund Bergler, psicoanalista austriaco († 1962)
- 1899 - Tullio Cianetti, sindacalista e politico italiano († 1976)
- 1899 - Adolf Höschle, calciatore tedesco († 1969)
- 1899 - Paul Christoph Mangelsdorf, agronomo e botanico statunitense († 1989)
- 1899 - René Tirard, velocista francese († 1977)
- 1899 - Czesław Wycech, politico, insegnante e storico polacco († 1977)
- 1900 - Emilio Draghelli, generale e aviatore italiano
- 1900 - Giuseppe Ermini, politico e storico italiano († 1981)
- 1900 - Giuseppe Ferrandi, partigiano e politico italiano († 1955)
- 1900 - Gottfried Haberler, economista austriaco († 1995)
- 1900 - Germana Pozzi Montandon, entomologa italiana († 1984)
- 1900 - Kurt Seligmann, pittore svizzero († 1962)

## XX secolo(901)
- 1901 - Louis Bloquel, calciatore francese († 1979)
- 1901 - Marcel Deflandre, ingegnere, dirigente sportivo e partigiano francese († 1944)
- 1901 - Ferdinando Glück, fondista e alpinista italiano († 1987)
- 1901 - Moses Häusler, calciatore austriaco († 1952)
- 1901 - Vehbi Koç, imprenditore e filantropo turco († 1996)
- 1901 - Heinie Manush, giocatore di baseball statunitense († 1971)
- 1901 - Gaston Waringhien, scrittore, traduttore e esperantista francese († 1991)
- 1902 - Vera Buchanan, politica statunitense († 1955)
- 1902 - Tommy Glidden, calciatore inglese († 1974)
- 1902 - Henri-Charles Puech, storico delle religioni francese († 1986)
- 1902 - Paul Yoshigoro Taguchi, cardinale e arcivescovo cattolico giapponese († 1978)
- 1903 - Ugo Botti, marinaio e militare italiano († 1940)
- 1903 - Jesús Larraza, calciatore spagnolo († 1926)
- 1903 - Eduardo Passarelli, attore italiano († 1968)
- 1903 - Fikret Mualla Saygi, pittore turco († 1967)
- 1903 - Jef van de Wiele, politico belga († 1979)
- 1904 - Italo Righetti, calciatore italiano
- 1904 - Émile Scharwath, calciatore francese († 1980)
- 1905 - Jan Knobloch, calciatore cecoslovacco († 1976)
- 1905 - Joseph Levis, schermidore statunitense († 2005)
- 1906 - Călin Alupi, pittore rumeno († 1988)
- 1906 - Raúl Anganuzzi, schermidore argentino
- 1906 - Pietro Ghizzardi, pittore e scrittore italiano († 1986)
- 1906 - Robert Theissen, calciatore lussemburghese († 1963)
- 1907 - Cor Kools, allenatore di calcio e calciatore olandese († 1985)
- 1907 - Jean Pougnet, violinista britannico († 1968)
- 1908 - Vincent Coll, mafioso e criminale irlandese († 1932)
- 1909 - Mireille Balin, attrice francese († 1968)
- 1909 - Luigi Pedrazzini, calciatore italiano
- 1910 - Mohamed Amin Didi, politico maldiviano († 1954)
- 1910 - Jesús Olmos, cestista messicano († 1988)
- 1910 - Giovanni Battista Pigato, religioso e poeta italiano († 1976)
- 1911 - Gastone Miconi, economista, banchiere e dirigente pubblico italiano († 1985)
- 1911 - Vincenzo Monaco, architetto italiano († 1969)
- 1911 - Suhayr al-Qalamawi, scrittrice e politica egiziana († 1997)
- 1912 - Lucette Destouches, danzatrice francese († 2019)
- 1912 - Umberto Lenzini, imprenditore, dirigente sportivo e calciatore statunitense († 1987)
- 1912 - Leonildo Marcheselli, musicista italiano († 2005)
- 1912 - Jo van Dijk, attivista olandese († 1988)
- 1913 - Schalom Ben-Chorin, giornalista e teologo tedesco († 1999)
- 1913 - Irma Córdoba, attrice argentina († 2008)
- 1913 - Veniamin Iosifovič Flejšman, compositore sovietico († 1941)
- 1913 - Lucien Goldmann, docente e sociologo rumeno († 1970)
- 1914 - Augusto Baccin, architetto e urbanista italiano († 1998)
- 1914 - Giovanni Bonet, militare e aviatore italiano († 1944)
- 1914 - Magda Frank, scultrice ungherese († 2010)
- 1914 - Herm Schuessler, cestista statunitense († 1997)
- 1914 - Ersilio Tonini, cardinale e arcivescovo cattolico italiano († 2013)
- 1914 - Hermann Uhde, basso-baritono tedesco († 1965)
- 1915 - Italo Bellini, tiratore a volo italiano († 1993)
- 1915 - Federico Gorio, ingegnere e urbanista italiano († 2007)
- 1915 - Matest Mendelevič Agrest, matematico russo († 2005)
- 1915 - Alessandro Piazza, vescovo cattolico e biblista italiano († 1995)
- 1915 - Elbert Root, tuffatore statunitense († 1983)
- 1916 - Torkild Andersen, calciatore norvegese († 1977)
- 1916 - Hans von Blixen-Finecke Jr., cavaliere svedese († 2005)
- 1916 - Claudio Modigliani, psicoanalista e saggista italiano († 2007)
- 1916 - Pore Mosulishvili, partigiano e militare georgiano († 1944)
- 1916 - Bari Rolfe, mimo, coreografa e scrittrice statunitense († 2002)
- 1917 - Augusto Bazzino, partigiano italiano († 1945)
- 1917 - Paul Hubschmid, attore svizzero († 2001)
- 1918 - Mario Pochettini, calciatore italiano
- 1918 - Sergej Ščerbakov, pugile sovietico († 1994)
- 1919 - Edmund Hillary, alpinista e esploratore neozelandese († 2008)
- 1919 - K. T. Stevens, attrice statunitense († 1994)
- 1920 - Lev Aronin, scacchista sovietico († 1983)
- 1920 - Charlie Colombo, calciatore statunitense († 1986)
- 1920 - Denys N. Coop, direttore della fotografia e effettista britannico († 1981)
- 1920 - Wilhelm Cornides, militare tedesco († 1966)
- 1920 - Francesco De Feo, regista e sceneggiatore italiano († 2020)
- 1920 - Olaf Førli, calciatore norvegese († 2011)
- 1920 - Byron Krieger, schermidore statunitense († 2015)
- 1920 - Marcel Paulus, calciatore lussemburghese († 1987)
- 1920 - Elliot Richardson, politico e avvocato statunitense († 1999)
- 1920 - Marcel Rijckaert, ciclista su strada e pistard belga († 2001)
- 1920 - Gyula Tóth, calciatore ungherese († 1978)
- 1920 - Gustavo Vassallo, schermidore argentino († 2012)
- 1921 - Henri Alleg, giornalista francese († 2013)
- 1921 - Francis Blanche, attore e comico francese († 1974)
- 1921 - Carmen Carrozza, musicista italiano († 2013)
- 1921 - Giampiero Mosconi, medico e psicologo italiano († 2010)
- 1921 - Ted Schroeder, tennista statunitense († 2006)
- 1922 - Barney e Betty Hill, statunitense († 1969)
- 1922 - Frans de Munck, calciatore e allenatore di calcio olandese († 2010)
- 1922 - Jörg Reichel, hockeista su ghiaccio e pallanuotista austriaco († 2013)
- 1922 - Olga Villi, attrice italiana († 1989)
- 1923 - Elisabeth Becker, militare tedesca († 1946)
- 1923 - Ivan Bodin, calciatore svedese († 1991)
- 1923 - Franco Calabrese, basso italiano († 1992)
- 1923 - Luciano De Pascalis, politico italiano († 1994)
- 1923 - Luigi Guardigli, pittore italiano († 2008)
- 1923 - Giorgio Pellini, schermidore italiano († 1986)
- 1924 - Thomas Berger, scrittore statunitense († 2014)
- 1924 - András Béres, allenatore di calcio ungherese († 1993)
- 1924 - Mort Garson, compositore, arrangiatore e cantautore canadese († 2008)
- 1924 - Vivean Gray, attrice britannica († 2016)
- 1924 - Tor Isedal, attore svedese († 1990)
- 1924 - Tat'jana Lioznova, regista sovietica († 2011)
- 1924 - Elias Sarkis, politico libanese († 1985)
- 1924 - Nat Scammacca, poeta, saggista e traduttore italiano († 2005)
- 1924 - Josip Uhač, arcivescovo cattolico croato († 1998)
- 1925 - Lola Albright, modella, attrice e cantante statunitense († 2017)
- 1925 - Fulvio Camerini, politico e cardiologo italiano († 2019)
- 1925 - Jacques Delors, politico e economista francese († 2023)
- 1925 - Frantz Fanon, psichiatra, antropologo e filosofo francese († 1961)
- 1925 - María Gallardo, cestista cilena († 1992)
- 1925 - Franco Giustolisi, giornalista italiano († 2014)
- 1925 - Nicola Rotolo, politico italiano († 2024)
- 1926 - Jacques Berthe, pallanuotista francese († 1981)
- 1926 - Walter Di Salvo, architetto italiano († 2017)
- 1926 - Gastone Malaguti, partigiano, sindacalista e antifascista italiano
- 1927 - Ljudmila Alekseeva, scrittrice, storica e attivista russa († 2018)
- 1927 - Knut Andersen, ex calciatore norvegese
- 1927 - Viktor Danilov, presbitero, storico e pubblicista russo († 2016)
- 1927 - Charles David Ganao, politico della Repubblica del Congo († 2012)
- 1927 - Michael Gielen, direttore d'orchestra e compositore austriaco († 2019)
- 1927 - Roberto Lovati, calciatore, allenatore di calcio e dirigente sportivo italiano († 2011)
- 1927 - Dick Stanfel, giocatore di football americano e allenatore di football americano statunitense († 2015)
- 1928 - Belaid Abdessalam, politico algerino († 2020)
- 1928 - Donatella Bianconi, cantante e pianista italiana († 2017)
- 1928 - Hideo Hamamura, maratoneta giapponese († 2000)
- 1928 - Pavel Kohout, scrittore, drammaturgo e poeta ceco
- 1928 - Jan Meyers, politica statunitense († 2019)
- 1928 - Mario Tommasini, politico italiano († 2006)
- 1929 - Hazel Hawke, scrittrice australiana († 2013)
- 1929 - Rajendra Kumar, attore e produttore cinematografico indiano († 1999)
- 1929 - Magda Minciotti, partigiana italiana († 1990)
- 1930 - Chuck Daly, allenatore di pallacanestro statunitense († 2009)
- 1930 - Robert Detweiler, canottiere statunitense († 2003)
- 1930 - Harold Goldsmith, schermidore statunitense († 2004)
- 1930 - Sally Ann Howes, attrice e cantante britannica († 2021)
- 1930 - Heinz Kubsch, calciatore tedesco († 1993)
- 1930 - Ronnie MacGilvray, cestista statunitense († 2007)
- 1930 - Andrea Oggioni, alpinista italiano († 1961)
- 1930 - José Mario Ruiz Navas, arcivescovo cattolico ecuadoriano († 2020)
- 1931 - Vincenzo Bendinelli, pittore e poeta italiano († 1997)
- 1931 - Alan Douglas, produttore discografico statunitense († 2014)
- 1931 - Jacques Chaumelle, paroliere, sceneggiatore e attore francese († 2013)
- 1931 - Paul Nguyễn Văn Hòa, vescovo cattolico vietnamita († 2017)
- 1931 - Cesare Pecile, chimico italiano († 2011)
- 1931 - Marina Popovič, ingegnera, scrittrice e aviatrice sovietica († 2017)
- 1931 - Horst Prinzbach, chimico tedesco († 2012)
- 1932 - Adriano Alpago-Novello, storico dell'architettura e architetto italiano († 2005)
- 1932 - Dick Giordano, fumettista, disegnatore e curatore editoriale statunitense († 2010)
- 1932 - Giovanni Jona-Lasinio, fisico italiano
- 1932 - Nam June Paik, artista statunitense († 2006)
- 1932 - Freddy Kottulinsky, pilota di rally svedese († 2010)
- 1932 - Francesco Patriarca, politico italiano († 2007)
- 1932 - Dan Rooney, diplomatico e dirigente sportivo statunitense († 2017)
- 1932 - Norma Santini, ex schermitrice venezuelana
- 1932 - Otto Schily, avvocato e politico tedesco
- 1932 - Stanislav Viktorovič Čaplin, regista sovietico († 2013)
- 1933 - Cormac McCarthy, scrittore, drammaturgo e sceneggiatore statunitense († 2023)
- 1933 - Gennaro Picinni, pittore italiano († 2022)
- 1933 - Emilio Podestà, politico italiano
- 1933 - Luigi Enrico Rossi, grecista e filologo classico italiano († 2009)
- 1933 - Mario Schiano, sassofonista italiano († 2008)
- 1933 - Rex Williams, giocatore di snooker inglese
- 1934 - Henry Dumas, poeta e scrittore statunitense († 1968)
- 1934 - Uwe Johnson, scrittore tedesco († 1984)
- 1934 - John Richard Keating, vescovo cattolico statunitense († 1998)
- 1934 - Sergio Siorpaes, ex bobbista italiano
- 1934 - Odile Vouaux, nuotatrice francese († 2023)
- 1934 - Alikī Vougiouklakī, attrice greca († 1996)
- 1935 - Paola Dell'Orto, attivista italiana
- 1935 - André Isoir, organista francese († 2016)
- 1935 - Les Massie, calciatore scozzese († 2020)
- 1935 - Mario Montez, attore statunitense († 2013)
- 1935 - Marianne Van Hirtum, scrittrice, pittrice e scultrice belga († 1988)
- 1935 - Valér Švec, allenatore di calcio e ex calciatore slovacco
- 1936 - Francesco Cimminelli, imprenditore, dirigente sportivo e dirigente d'azienda italiano († 2012)
- 1936 - René Kalisky, drammaturgo e saggista belga († 1981)
- 1936 - Alistair MacLeod, scrittore canadese († 2014)
- 1936 - Barbara Mikulski, politica statunitense
- 1936 - Hank Nichols, arbitro di pallacanestro statunitense
- 1936 - Suphot Panich, ex calciatore thailandese
- 1936 - John Sillett, calciatore e allenatore di calcio inglese († 2021)
- 1936 - Paolo Stanzani, ingegnere italiano († 2017)
- 1937 - Mario Arpino, generale italiano
- 1937 - Francesco Cesarini, banchiere e economista italiano
- 1937 - Ilie Datcu, allenatore di calcio e ex calciatore rumeno
- 1937 - Ken Ogata, attore giapponese († 2008)
- 1937 - Antonio Zampolli, linguista e lessicografo italiano († 2003)
- 1938 - Aslan Abashidze, politico georgiano
- 1938 - Carlo Ausino, regista e direttore della fotografia italiano († 2020)
- 1938 - Deniz Baykal, politico e avvocato turco († 2023)
- 1938 - Aleksej Jur'evič German, regista cinematografico e sceneggiatore russo († 2013)
- 1938 - Roger Hunt, calciatore inglese († 2021)
- 1938 - Ron Johnson, cestista statunitense († 2015)
- 1938 - Howie Jolliff, ex cestista statunitense
- 1938 - Diana Rigg, attrice britannica († 2020)
- 1938 - Igea Sonni, attrice teatrale italiana († 2018)
- 1938 - Heinz Strehl, calciatore tedesco († 1986)
- 1938 - Mamadou Tandja, politico nigerino († 2020)
- 1938 - Louis Theobald, calciatore maltese († 2025)
- 1938 - Natalie Wood, attrice statunitense († 1981)
- 1939 - David Bivin, biblista statunitense
- 1939 - Frank Budd, velocista e giocatore di football americano statunitense († 2014)
- 1939 - Judy Chicago, artista statunitense
- 1940 - Tony Allen, batterista nigeriano († 2020)
- 1940 - Giacomo DiNorscio, mafioso statunitense († 2004)
- 1940 - Jorge Escalante, nuotatore messicano († 2007)
- 1940 - Vladimir Godžiev, schermidore sovietico († 1981)
- 1941 - Claudio Maria Celli, arcivescovo cattolico italiano
- 1941 - Maria Lúcia Dahl, attrice brasiliana († 2022)
- 1941 - Vladimir Afanas'evič Ljachov, cosmonauta sovietico († 2018)
- 1941 - Ermanno Parazzini, compositore, paroliere e produttore discografico italiano († 2018)
- 1941 - Giuseppe Paviglianiti, personaggio televisivo e attore italiano († 2000)
- 1941 - Kurt Raab, attore, sceneggiatore e drammaturgo tedesco († 1988)
- 1941 - Alfiero Toppetti, attore italiano
- 1942 - Giovan Battista Benvenuto, calciatore e allenatore di calcio italiano († 2021)
- 1942 - Salvatore Lo Piccolo, mafioso italiano
- 1942 - Stephenie McMillan, scenografa britannica († 2013)
- 1942 - Antero Siljola, ex cestista finlandese
- 1943 - Chris Amon, pilota automobilistico neozelandese († 2016)
- 1943 - Lino Carletto, ex ciclista su strada italiano
- 1943 - Carl Gershman, diplomatico statunitense
- 1943 - Bob McNab, ex calciatore britannico
- 1943 - Malcolm Pearson, barone Pearson di Rannoch, politico britannico
- 1943 - Adrian Păunescu, scrittore, pubblicista e poeta romeno († 2010)
- 1943 - Wendy Richard, attrice britannica († 2009)
- 1943 - Carmine Schiavone, mafioso e collaboratore di giustizia italiano († 2015)
- 1944 - Mel Daniels, cestista e allenatore di pallacanestro statunitense († 2015)
- 1944 - Marta Kadlecová, ex nuotatrice cecoslovacca
- 1944 - Giovanni Puoti, giurista italiano
- 1944 - Andrei Sangheli, politico moldavo
- 1944 - Steve Sullivan, cestista statunitense († 2014)
- 1944 - Kenneth J. Summers, ammiraglio canadese
- 1945 - Butch Booker, ex cestista statunitense
- 1945 - Kim Carnes, cantante statunitense
- 1945 - Larry Craig, politico statunitense
- 1945 - Fernando Grillo, contrabbassista e compositore italiano († 2013)
- 1945 - William H. Inmon, informatico statunitense
- 1945 - Ilija Katić, ex calciatore jugoslavo
- 1945 - John Lodge, bassista e cantante inglese
- 1945 - Jake Scott, giocatore di football americano statunitense († 2020)
- 1945 - Ziona, religioso indiano († 2021)
- 1946 - Tony Barone, allenatore di pallacanestro e dirigente sportivo statunitense († 2019)
- 1946 - Mack Daughtry, cestista statunitense († 2024)
- 1946 - Ali Jabbari, ex calciatore iraniano
- 1946 - Randal Kleiser, regista statunitense
- 1946 - Htin Kyaw, politico e economista birmano
- 1946 - Vladimir Vikulov, hockeista su ghiaccio sovietico († 2013)
- 1946 - César Vittorelli, cestista peruviano († 2023)
- 1947 - Bill Biggart, fotoreporter statunitense († 2001)
- 1947 - Gerd Binnig, fisico tedesco
- 1947 - Judi Connelli, attrice e mezzosoprano australiano
- 1947 - Augusto Cortelloni, politico italiano
- 1947 - Gwak Hyeon-chae, ex cestista sudcoreano
- 1947 - James Harris, giocatore di football americano statunitense
- 1947 - Cosme Hoàng Văn Đạt, vescovo cattolico vietnamita
- 1947 - Camille Keaton, attrice statunitense
- 1947 - Élisabeth Riffiod, ex cestista francese
- 1947 - John Ryan, allenatore di calcio e ex calciatore inglese
- 1947 - Carlos Santana, chitarrista e compositore messicano
- 1947 - Marcello Sorce Keller, etnomusicologo, musicologo e musicista italiano
- 1948 - Amedeo Bianco, politico italiano
- 1948 - Pietro Corsi, storico della scienza italiano
- 1948 - Albert Galaburda, neurologo cileno
- 1948 - Maroun Elias Nimeh Lahham, arcivescovo cattolico giordano
- 1948 - Carlo Picozza, giornalista italiano
- 1948 - Elena Liliana Popescu, poetessa e traduttrice rumena
- 1948 - William Ross, compositore e arrangiatore statunitense
- 1948 - Mario Rosso, politico italiano
- 1948 - Francesco Salerno, politico italiano († 2010)
- 1948 - Muse Watson, attore statunitense
- 1949 - Lollo Franco, attore, regista teatrale e scenografo italiano
- 1949 - Vittoria Franco, politica e filosofa italiana
- 1949 - Kanpei Hazama, attore giapponese
- 1949 - Howard Morrison, giudice britannico
- 1949 - Roberto Primus, ex fondista italiano
- 1950 - Tantoo Cardinal, attrice canadese
- 1950 - Antoine Compagnon, critico letterario, docente e scrittore francese
- 1950 - Franz Schachner, ex slittinista austriaco
- 1950 - Edward Leigh, avvocato e politico britannico
- 1950 - Antonio Sanna, doppiatore italiano
- 1950 - Nasiruddin Shah, attore indiano
- 1950 - Nick Weatherspoon, cestista statunitense († 2008)
- 1951 - Björn Andersson, ex calciatore svedese
- 1951 - Larry Black, velocista statunitense († 2006)
- 1951 - Paulette Bourgeois, scrittrice canadese
- 1951 - Anna Dymna, attrice polacca
- 1951 - Mike Macaluso, cestista statunitense († 2022)
- 1951 - Jeff Rawle, attore e scrittore britannico
- 1951 - Fritz Sperberg, attore statunitense
- 1951 - John Thompson, sociologo britannico
- 1952 - Adrian Biddle, direttore della fotografia inglese († 2005)
- 1952 - Zlatko Celent, canottiere croato († 1992)
- 1952 - Dave Evans, cantante britannico
- 1952 - Ian Ferguson, ex canoista neozelandese
- 1952 - Jay Jay French, chitarrista statunitense
- 1952 - Giovanni Iuliano, politico italiano
- 1952 - Dušan Kerkez, ex cestista jugoslavo
- 1952 - Lee Hae-chan, politico sudcoreano
- 1952 - Nathaniel Lees, attore e regista teatrale neozelandese
- 1952 - Corrado Tedeschi, conduttore televisivo e attore italiano
- 1953 - Vladimir Akimov, pallanuotista sovietico († 1987)
- 1953 - The Angel of Death, wrestler statunitense († 2007)
- 1953 - Thomas Lauren Friedman, saggista statunitense
- 1953 - Lee Garlington, attrice statunitense
- 1953 - Marcia Hines, cantante, attrice e personaggio televisivo australiana
- 1953 - Ladislav Jurkemik, allenatore di calcio e ex calciatore cecoslovacco
- 1953 - Gianni Lambruschi, allenatore di pallacanestro italiano
- 1953 - Sidrack Marinho dos Santos, ex arbitro di calcio brasiliano
- 1953 - Rocky Mattioli, ex pugile italiano
- 1953 - Jan Peters, ex calciatore olandese
- 1953 - Vlastimil Petržela, allenatore di calcio e ex calciatore cecoslovacco
- 1954 - Knox Chandler, musicista statunitense
- 1954 - Moira Harris, attrice statunitense
- 1954 - Larry Levan, disc jockey statunitense († 1992)
- 1954 - Adriana Libretti, attrice, doppiatrice e scrittrice italiana
- 1954 - Lo Ta-yu, cantautore taiwanese
- 1954 - Massimo Mazzucco, regista, sceneggiatore e blogger italiano
- 1954 - Antonio Miglietta, autore televisivo e conduttore radiofonico italiano
- 1954 - Settimio Passamonti, militare italiano († 1977)
- 1954 - Keith Scott, musicista canadese
- 1954 - Denis Ugolini, politico italiano († 2016)
- 1955 - Maria Teresa Armosino, politica italiana
- 1955 - Cristina Mazza, sassofonista italiana
- 1955 - Egidio Miragoli, vescovo cattolico italiano
- 1955 - Dan Monahan, attore statunitense
- 1955 - Thomas N'Kono, dirigente sportivo, allenatore di calcio e ex calciatore camerunese
- 1955 - Jan Stirling, ex cestista e allenatrice di pallacanestro australiana
- 1956 - Paul Cook, batterista inglese
- 1956 - Julio César Falcioni, allenatore di calcio e ex calciatore argentino
- 1956 - Esther García, produttrice cinematografica spagnola
- 1956 - Ryō Ishibashi, attore giapponese
- 1956 - Mima Jaušovec, ex tennista jugoslava
- 1956 - Manthos Katsoulīs, ex cestista greco
- 1956 - Charlie Magri, pugile britannico
- 1956 - Francesco Recami, scrittore italiano
- 1956 - Dušan Sidor, allenatore di hockey su ghiaccio slovacco
- 1956 - Giorgio Trizzino, politico italiano
- 1957 - Leïla Ben Ali, ex politica tunisina
- 1957 - Donna Dixon, attrice statunitense
- 1957 - Erwin Fassbind, bobbista svizzero
- 1957 - Arminio Fraga, economista brasiliano
- 1957 - Antonella Giannini, doppiatrice, dialoghista e direttrice del doppiaggio italiana
- 1957 - Roy Hamilton, ex cestista statunitense
- 1957 - Shefki Hysa, scrittore e giornalista albanese
- 1957 - Librado Rodríguez, calciatore paraguaiano († 2004)
- 1957 - Luciano Orati, ex calciatore italiano
- 1957 - Ruth Porat, manager e economista britannica
- 1957 - Volker Winkler, ex pistard tedesco
- 1958 - Peter Grigg, ex rugbista a 15 australiano
- 1958 - Zoran Kalinić, ex tennistavolista serbo
- 1958 - Benni Ljungbeck, ex lottatore svedese
- 1958 - Mick MacNeil, cantautore e tastierista britannico
- 1958 - Billy Mays, personaggio televisivo statunitense († 2009)
- 1958 - Roberto Merlone, chitarrista, compositore e cantante italiano († 2019)
- 1958 - Zap Mangusta, scrittore, regista e attore italiano
- 1958 - Barbara Rosenkranz, politica austriaca
- 1959 - Giovanna Amati, ex pilota automobilistica italiana
- 1959 - Gianni Di Capua, regista teatrale, sceneggiatore e produttore televisivo italiano († 2018)
- 1959 - Orietta Grossi, cestista italiana († 2024)
- 1959 - Steve Martino, regista statunitense
- 1959 - Giuseppe Plazzi, neurologo e velista italiano
- 1959 - Martha Soukup, scrittrice di fantascienza statunitense
- 1959 - Gian Pietro Tagliaferri, calciatore e allenatore di calcio italiano († 2006)
- 1960 - Maurizio Arnesano, poliziotto italiano († 1980)
- 1960 - Oriano Boschin, allenatore di calcio e ex calciatore italiano
- 1960 - Federico Echave, ex ciclista su strada e ciclocrossista spagnolo
- 1960 - Riccardo Mastrangeli, politico italiano
- 1960 - Bertram Johannes Meier, vescovo cattolico tedesco
- 1960 - Alexandru Spiridon, allenatore di calcio e calciatore moldavo
- 1960 - Prvoslav Vujčić, scrittore serbo
- 1961 - Óscar Elías Biscet, medico cubano
- 1961 - Aleksandr Evgen'ev, ex velocista sovietico
- 1961 - Dan Gay, ex cestista e allenatore di pallacanestro statunitense
- 1961 - Sandra Jenkins, giocatrice di curling canadese
- 1961 - Mladen Munjaković, ex calciatore croato
- 1961 - Yermek Tursunov, ex giocatore di calcio a 5 kazako
- 1961 - João Batista Viana dos Santos, ex calciatore brasiliano
- 1961 - Ria Visser, ex pattinatrice di velocità su ghiaccio olandese
- 1961 - Roberto Zaffini, politico italiano
- 1962 - Carlos Alazraqui, attore e doppiatore statunitense
- 1962 - Stefano Bartezzaghi, giornalista, scrittore e semiologo italiano
- 1962 - Bruno Campiglia, ex kickboxer italiano
- 1962 - Jonny Crosio, architetto e politico italiano
- 1962 - Paolo Gallo, giurista italiano
- 1962 - Tomas Johansson, ex lottatore svedese
- 1962 - Ben McDonald, ex cestista e allenatore di pallacanestro statunitense
- 1962 - Giuseppe Mussari, avvocato e banchiere italiano
- 1962 - Emmanuel Niyonkuru, politico burundese († 2017)
- 1962 - Franci Petek, ex saltatore con gli sci sloveno
- 1962 - Rochelle Redfield, attrice, ex modella e illustratrice statunitense
- 1962 - Sandro Sabatini, giornalista, conduttore televisivo e blogger italiano
- 1962 - Primož Ulaga, dirigente sportivo e ex saltatore con gli sci sloveno
- 1963 - Carlo Boccadoro, pianista, compositore e musicologo italiano
- 1963 - Scott Fisher, ex cestista e allenatore di pallacanestro statunitense
- 1963 - Giuseppe Iannucci, militare italiano
- 1963 - Paula Ivan, ex mezzofondista rumena
- 1963 - Hendrica van de Lagemaat, ex cestista olandese
- 1963 - Lee Jong-hwa, ex calciatore sudcoreano
- 1963 - Pascal Martin, ex sciatore alpino francese
- 1963 - Jacky Mathijssen, allenatore di calcio e ex calciatore belga
- 1963 - Federico Moccia, regista, sceneggiatore e scrittore italiano
- 1963 - Anders Mossling, attore svedese
- 1963 - Trifón Poch, allenatore di pallacanestro e dirigente sportivo spagnolo
- 1963 - Massimo Sgorbani, drammaturgo e scrittore italiano († 2023)
- 1963 - Frank Whaley, attore, regista e sceneggiatore statunitense
- 1963 - Aleksandr Žulin, ex danzatore su ghiaccio sovietico
- 1964 - Stefano Bises, sceneggiatore e produttore televisivo italiano
- 1964 - Chris Cornell, cantante e musicista statunitense († 2017)
- 1964 - Antonio Fusco, scrittore italiano
- 1964 - Terri Irwin, naturalista e personaggio televisivo statunitense
- 1964 - Linda Le Bon, sciatrice alpina belga
- 1964 - Agenore Maurizi, allenatore di calcio, ex giocatore di calcio a 5 e ex calciatore italiano
- 1964 - Luca Ortino, scrittore italiano
- 1964 - Sebastiano Rossi, ex calciatore italiano
- 1964 - Bernd Schneider, ex pilota automobilistico tedesco
- 1964 - Andre Spencer, cestista statunitense († 2020)
- 1964 - Dean Winters, attore statunitense
- 1965 - Saba Amendolara, ex schermitrice italiana
- 1965 - Joe Arlauckas, ex cestista statunitense
- 1965 - Jeroo Billimoria, imprenditrice indiana
- 1965 - Andy Black, giocatore di poker irlandese
- 1965 - Giuliano Caputi, autore televisivo, giornalista e regista italiano
- 1965 - Giovanni Falcone, politico italiano
- 1965 - Nick Gilbert, ex calciatore canadese
- 1965 - Li Yuwei, ex tiratore a segno cinese
- 1965 - David Lipsky, scrittore statunitense
- 1965 - Laurent Lucas, attore francese
- 1965 - Larry Middleton, ex cestista, allenatore di pallacanestro e dirigente sportivo statunitense
- 1965 - Abdourahman Waberi, scrittore gibutiano
- 1966 - Chiara Amirante, scrittrice italiana
- 1966 - Pedro Barny, allenatore di calcio e ex calciatore portoghese
- 1966 - Thomas Borchert, attore teatrale, cantante e compositore tedesco
- 1966 - Michael Gordon, compositore statunitense
- 1966 - Stone Gossard, compositore e chitarrista statunitense
- 1966 - Indunil Janakaratne Kodithuwakku Kankanamalage, presbitero singalese
- 1966 - Andreas Krieger, ex pesista e discobolo tedesco
- 1966 - Silvio Lai, politico italiano
- 1966 - Tracey McFarlane, ex nuotatrice statunitense
- 1966 - Enrique Peña Nieto, politico messicano
- 1966 - Fredi Radojkovič, allenatore di pallamano e ex pallamanista sloveno
- 1966 - Leonid Soybelman, musicista e compositore moldavo
- 1966 - Valentina Tauceri, ex mezzofondista italiana
- 1967 - Gemma Bertagnolli, soprano italiano
- 1967 - Paulo Cezar Costa, cardinale e arcivescovo cattolico brasiliano
- 1967 - Andrea De Rosa, regista italiano
- 1967 - Reed Diamond, attore statunitense
- 1967 - Rodney Eastman, attore canadese
- 1967 - Giorgi Kvirikashvili, politico georgiano
- 1967 - Jon Normile, ex schermidore statunitense
- 1967 - Julian Rhind-Tutt, attore britannico
- 1967 - Leslie Santos, ex calciatore e ex giocatore di calcio a 5 hongkonghese
- 1967 - Courtney Taylor-Taylor, cantante e chitarrista statunitense
- 1967 - Markus Wallner, politico austriaco
- 1967 - Davyd Žvanija, politico ucraino († 2022)
- 1968 - André Barcinski, giornalista, critico musicale e critico cinematografico brasiliano
- 1968 - Lorenza Bonaccorsi, politica italiana
- 1968 - Akihiro Hino, imprenditore e autore di videogiochi giapponese
- 1968 - Kool G Rap, rapper statunitense
- 1968 - Pascal Lavanchy, ex danzatore su ghiaccio francese
- 1968 - Hami Mandıralı, allenatore di calcio e ex calciatore turco
- 1968 - Michael Park, attore statunitense
- 1968 - Rosanna Piturru, ex modella e giornalista italiana
- 1968 - Pasquale Russo Maresca, pittore italiano († 2020)
- 1968 - Chris Seavor, doppiatore e autore di videogiochi britannico
- 1969 - Vitamin C, cantante, attrice e ballerina statunitense
- 1969 - David Fontanesi, compositore italiano
- 1969 - Renata Fusco, cantante e attrice teatrale italiana
- 1969 - Raimo Ramón Goyarrola Belda, vescovo cattolico spagnolo
- 1969 - Josh Holloway, attore statunitense
- 1969 - Geovanny Jara, ex calciatore e ex giocatore di calcio a 5 costaricano
- 1969 - Mike Sanders, ex wrestler statunitense
- 1969 - Victoria Stilwell, scrittrice inglese
- 1969 - Alessandro Vicino, ex arbitro di pallacanestro italiano
- 1970 - Simone Altobelli, allenatore di calcio e ex calciatore italiano
- 1970 - Mauro Del Barba, politico italiano
- 1970 - Dahlia Duhaney, ex velocista giamaicana
- 1970 - Massimo Gallaccio, ex calciatore italiano
- 1970 - Carmine Gautieri, allenatore di calcio e ex calciatore italiano
- 1970 - Howard Jones, cantante statunitense
- 1970 - Claudio Lauretta, attore, imitatore e comico italiano
- 1970 - Irina Milešina, ex biatleta russa
- 1970 - Julián Rodríguez, ex cestista portoricano
- 1970 - Tunku Abdul Majid, principe e dirigente sportivo malese
- 1970 - Massimiliano Vado, attore, regista teatrale e personaggio televisivo italiano
- 1970 - Dean Wells, giocatore di football americano statunitense († 2025)
- 1971 - Beppe Convertini, attore, conduttore televisivo e conduttore radiofonico italiano
- 1971 - DJ Screw, rapper statunitense († 2000)
- 1971 - William DeMeo, attore statunitense
- 1971 - Jason Loewenstein, cantautore, polistrumentista e produttore discografico statunitense
- 1971 - Sandra Oh, attrice canadese
- 1971 - Jozef Pisár, ex calciatore slovacco
- 1971 - Erik Thomas Pohlmeier, vescovo cattolico statunitense
- 1971 - Diego Ramón Sarrió Cucarella, vescovo cattolico spagnolo
- 1971 - Cristiano Scazzola, allenatore di calcio e ex calciatore italiano
- 1971 - Stefano Vecchi, allenatore di calcio e ex calciatore italiano
- 1971 - Cristiano Zanus Fortes, ex cestista italiano
- 1972 - Sacha De Toni, doppiatore italiano
- 1972 - Alejandro Gómez Girón, ex cestista spagnolo
- 1972 - Jenny B, cantante italiana
- 1972 - Attila Juhász, ex schermidore ungherese
- 1972 - Sydney Kamlager-Dove, politica statunitense
- 1972 - Thorsten Libotte, scrittore e poeta tedesco
- 1972 - Giacomo Mancini, politico italiano
- 1972 - Oltion Osmani, ex calciatore albanese
- 1972 - Alvydas Pazdrazdis, ex cestista e allenatore di pallacanestro lituano
- 1972 - Raffaella Ponzo, attrice italiana
- 1972 - Francesca Salvalajo, ex nuotatrice italiana
- 1972 - Emomali Sobirzoda, generale tagiko
- 1972 - Jozef Stümpel, hockeista su ghiaccio slovacco
- 1973 - Marzia Antinori, ex cestista italiana
- 1973 - Paolo Benanti, presbitero e teologo italiano
- 1973 - Qahtan Chathir Drain, allenatore di calcio e ex calciatore iracheno
- 1973 - Omar Epps, attore statunitense
- 1973 - Peter Forsberg, ex hockeista su ghiaccio svedese
- 1973 - Haakon di Norvegia, nobile norvegese
- 1973 - Monkaen Kaenkoon, cantante thailandese
- 1973 - Nikolaj Kuznecov, ex pistard russo
- 1973 - Markus Näslund, ex hockeista su ghiaccio svedese
- 1973 - Roberto Orci, sceneggiatore, produttore cinematografico e produttore televisivo messicano († 2025)
- 1973 - Susheela Raman, cantautrice e compositrice britannica
- 1973 - Claudio Reyna, dirigente sportivo e ex calciatore statunitense
- 1973 - Anni Sinnemäki, politica finlandese
- 1973 - Elena Testor, politica italiana
- 1973 - Casey Wiegmann, ex giocatore di football americano statunitense
- 1974 - Abdulaziz Al-Janoubi, ex calciatore saudita
- 1974 - Filippo Mannucci, canottiere italiano
- 1974 - Bengie Molina, ex giocatore di baseball e allenatore di baseball portoricano
- 1974 - Simon Rex, attore e rapper statunitense
- 1975 - Ray Allen, ex cestista statunitense
- 1975 - Quique Álvarez, allenatore di calcio e ex calciatore spagnolo
- 1975 - Rodolfo Arruabarrena, allenatore di calcio e ex calciatore argentino
- 1975 - Greg Feek, ex rugbista a 15 e allenatore di rugby a 15 neozelandese
- 1975 - Judy Greer, attrice statunitense
- 1975 - Erik Hagen, ex calciatore norvegese
- 1975 - Rune Hagen, calciatore norvegese
- 1975 - Aimee Mullins, atleta paralimpica, attrice e modella statunitense
- 1975 - Jason Raize, attore, doppiatore e cantante statunitense († 2004)
- 1975 - Casey Shaw, ex cestista e allenatore di pallacanestro statunitense
- 1975 - Federico Valente, allenatore di calcio e ex calciatore svizzero
- 1975 - Yusuf Şimşek, allenatore di calcio e ex calciatore turco
- 1976 - Eduardo Arancibia, ex calciatore cileno
- 1976 - Terry Fair, ex giocatore di football americano statunitense
- 1976 - Ray Giroux, hockeista su ghiaccio canadese
- 1976 - Elina Hietamäki, ex fondista finlandese
- 1976 - Ragnar Jónasson, scrittore e giornalista islandese
- 1976 - Tamás Kásás, pallanuotista ungherese
- 1976 - Michal Kolomazník, ex calciatore ceco
- 1976 - Wojciech Kozub, ex biatleta polacco
- 1976 - Álvaro Molina, pilota motociclistico spagnolo
- 1976 - Katrina Pierson, attivista statunitense
- 1976 - Sophie Sandolo, golfista francese
- 1976 - Andrew Stockdale, cantante e chitarrista australiano
- 1976 - Alex Yoong, ex pilota automobilistico malese
- 1977 - Alessandro dos Santos, ex calciatore brasiliano
- 1977 - Silvia Bencivelli, giornalista, divulgatrice scientifica e conduttrice radiofonica italiana
- 1977 - Fabio Cinti, cantautore italiano
- 1977 - Ina Delčeva, ex ginnasta bulgara
- 1977 - Felipe Flores Quijada, ex calciatore cileno
- 1977 - Gastón Losa, ex calciatore argentino
- 1977 - Marquinhos Paraná, ex calciatore brasiliano
- 1977 - Kiki Musampa, allenatore di calcio e ex calciatore congolese (Repubblica Democratica del Congo)
- 1977 - Yves Niaré, pesista e discobolo francese († 2012)
- 1977 - Kenneth Ølsson, batterista norvegese
- 1977 - Francesco Pacifico, scrittore e traduttore italiano
- 1977 - Şebnem Paker, cantante turca
- 1977 - Sylvia Plischke, ex tennista austriaca
- 1977 - Renato Queirós, ex calciatore portoghese
- 1977 - Carlos Quiñónez, ex calciatore guatemalteco
- 1977 - Susana Werner, attrice e modella brasiliana
- 1978 - Marija Aleksandrovna Aleksandrova, ballerina russa
- 1978 - Víctor Bernier, schermidore portoricano
- 1978 - Daniil Burkenja, ex triplista e lunghista russo
- 1978 - Fabio Coala, fumettista brasiliano
- 1978 - Pavel Dacjuk, hockeista su ghiaccio russo
- 1978 - Tomáš Drucker, politico slovacco
- 1978 - Cédric Heymans, rugbista a 15 francese
- 1978 - Charlie Korsmo, attore statunitense
- 1978 - Tamsyn Lewis, ex mezzofondista e velocista australiana
- 1978 - Walter Marx, ex slittinista slovacco
- 1978 - Denny Méndez, attrice e ex modella dominicana
- 1978 - Nigel Quashie, ex calciatore inglese
- 1978 - Jean-Claude Scherrer, ex tennista svizzero
- 1978 - Will Solomon, ex cestista statunitense
- 1978 - Pierre Vogel, predicatore e pugile tedesco
- 1978 - Elliott Yamin, cantautore statunitense
- 1979 - Omar Berdouni, attore britannico
- 1979 - Mario Conte, politico italiano
- 1979 - Massimo De Rosa, politico italiano
- 1979 - Ben Falaniko, ex calciatore samoano americano
- 1979 - Miklós Fehér, calciatore ungherese († 2004)
- 1979 - Gamadiel García, ex calciatore cileno
- 1979 - Ronny Listner, bobbista tedesco
- 1979 - Ihar Makarau, judoka bielorusso
- 1979 - Dominika Misterska, ex sollevatrice polacca
- 1979 - Marko Nikolić, allenatore di calcio serbo
- 1979 - David Ortega, ex nuotatore spagnolo
- 1979 - Adam Rose, ex wrestler sudafricano
- 1979 - Amr Shabana, giocatore di squash egiziano
- 1979 - Artur Tajmazov, lottatore e politico russo
- 1979 - Denise Tonella, storica e museologa svizzera
- 1980 - Éric Akoto, ex calciatore ghanese
- 1980 - Tariq Al-Muwallid, ex calciatore saudita
- 1980 - Chris Alexander, ex cestista statunitense
- 1980 - Javier Bayon, compositore spagnolo
- 1980 - Gisele Bündchen, supermodella brasiliana
- 1980 - Rachel Chavkin, regista teatrale statunitense
- 1980 - Aleš Gorza, ex sciatore alpino sloveno
- 1980 - Jin Goo, attore sudcoreano
- 1980 - Kazue Katō, fumettista giapponese
- 1980 - Wilson Kebenei, maratoneta keniota
- 1980 - Jean-Michel Liade Gnonka, ex calciatore burkinabé
- 1980 - Jean Naprapol, calciatore vanuatuano
- 1980 - Dag Roar Ørsal, ex calciatore norvegese
- 1980 - Gracy Singh, attrice indiana
- 1980 - Gavin Williams, ex calciatore gallese
- 1981 - Chiara Brancati, pallanuotista italiana
- 1981 - Brian Carroll, ex calciatore statunitense
- 1981 - Albert Cole, ex calciatore sierraleonese
- 1981 - Damien Delaney, ex calciatore irlandese
- 1981 - Konstantin Duškevič, ex giocatore di calcio a 5 russo
- 1981 - Angelo Raso, ex calciatore italiano
- 1981 - Renato Sannio, sceneggiatore italiano
- 1981 - James Singleton, ex cestista e allenatore di pallacanestro statunitense
- 1981 - Johannes Stehle, ex sciatore alpino tedesco
- 1981 - Elisha Thomas, ex pallavolista statunitense
- 1981 - Zhang Shuai, ex calciatore cinese
- 1981 - Jailson Marcelino dos Santos, ex calciatore brasiliano
- 1982 - Ayanna Alexander, triplista e lunghista trinidadiana
- 1982 - Chan Yiu Lun, calciatore hongkonghese
- 1982 - Percy Daggs III, attore statunitense
- 1982 - David González Giraldo, ex calciatore colombiano
- 1982 - Alexis Tekumu, ex calciatore della Repubblica Democratica del Congo
- 1982 - Peter Škantár, canoista slovacco
- 1983 - Stig-André Berge, lottatore norvegese
- 1983 - Sendley Bito, calciatore olandese
- 1983 - Denis André Dasoul, calciatore belga († 2017)
- 1983 - Farid Díaz, ex calciatore colombiano
- 1983 - Ignisious Gaisah, lunghista ghanese
- 1983 - Bárbara Goenaga, attrice spagnola
- 1983 - Máximo González, tennista argentino
- 1983 - Pat Healy, artista marziale misto statunitense
- 1983 - Kanako Ito, ex calciatrice giapponese
- 1983 - Krzysztof Jakubik, arbitro di calcio polacco
- 1983 - Ivan Lietava, calciatore slovacco
- 1983 - Mona-Liisa Malvalehto, fondista finlandese († 2019)
- 1983 - Billy Mataitai, calciatore francese
- 1983 - Martin McCann, attore britannico
- 1983 - Siemtje Möller, politica tedesca
- 1983 - Nuša Rajher, taekwondoka slovena
- 1983 - Carlos Ruiz Arenaga, ex calciatore spagnolo
- 1983 - Simon Stadler, ex tennista tedesco
- 1983 - Jamaal Torrance, velocista statunitense
- 1984 - Gonzalo Bergessio, ex calciatore argentino
- 1984 - Marija Gromova, sincronetta russa
- 1984 - Hervé Grull, doppiatore francese
- 1984 - James Mackay, attore australiano
- 1984 - Marie Martinod, ex sciatrice freestyle francese
- 1984 - Daniel Monllor, calciatore argentino
- 1984 - Nick Schneiders, ex cestista tedesco
- 1984 - Daniel Sesma, ex ciclista su strada spagnolo
- 1984 - Troy Smith, giocatore di football americano statunitense
- 1984 - Takaaki Tomimatsu, pallavolista giapponese
- 1984 - Larsen Touré, ex calciatore francese
- 1984 - Yoo Won-chul, ginnasta sudcoreano
- 1984 - Jay Youngblood, ex cestista statunitense
- 1984 - Márcio José de Oliveira, ex calciatore brasiliano
- 1985 - Mousa al-Awadi, cestista giordano
- 1985 - Jared Connaughton, ex velocista canadese
- 1985 - John Francis Daley, attore, sceneggiatore e regista statunitense
- 1985 - Kléberson Davide, mezzofondista brasiliano
- 1985 - Francisco Gamboa, ex calciatore messicano
- 1985 - Hélio Roque, ex calciatore portoghese
- 1985 - Matías Pérez, ex calciatore uruguaiano
- 1985 - Pablo Rodríguez Aracil, ex calciatore spagnolo
- 1985 - Jevhen Selezn'ov, ex calciatore ucraino
- 1985 - Hazal Türesan, attrice turca
- 1985 - L.J. van Zyl, ostacolista sudafricano
- 1986 - Leonel Altobelli, ex calciatore argentino
- 1986 - Valeria Bystritskaya, modella tedesca
- 1986 - Osric Chau, attore canadese
- 1986 - Theresa Emil Eslund, allenatrice di calcio e ex calciatrice danese
- 1986 - Kadu, calciatore brasiliano
- 1986 - Kanae Oki, doppiatrice giapponese
- 1986 - Antonio Peña, cestista statunitense
- 1986 - Gilbert Burns, artista marziale misto brasiliano
- 1986 - Alessandro Re, ex hockeista su ghiaccio italiano
- 1986 - Sainjargal Nyam-Ochir, judoka mongolo
- 1986 - Elie Stephan, ex cestista libanese
- 1987 - Barış Alpaykut, attore turco
- 1987 - Max Arciniega, attore statunitense
- 1987 - Diego Barrios Suárez, ex calciatore paraguaiano
- 1987 - Dimitri Bascou, ostacolista francese
- 1987 - Nicola Benedetti, violinista britannica
- 1987 - Evil Uno, wrestler canadese
- 1987 - Xabier Etxebarria, ex calciatore spagnolo
- 1987 - Aarón Fernández, ex calciatore messicano
- 1987 - Célio Santos, calciatore brasiliano
- 1987 - Ramon Gittens, velocista barbadiano
- 1987 - Shun Imamura, pallavolista giapponese
- 1987 - Miki Itō, sciatrice freestyle giapponese
- 1987 - Niall McGinn, calciatore nordirlandese
- 1987 - Sam Pinkleton, coreografo e regista teatrale statunitense
- 1987 - Nick Poloniato, bobbista canadese
- 1988 - Phillip Adams, giocatore di football americano statunitense († 2021)
- 1988 - B.J. Anthony, ex cestista neozelandese
- 1988 - Eray Birniçan, calciatore turco
- 1988 - Quinton Carter, giocatore di football americano statunitense
- 1988 - Kevin Drury, sciatore freestyle canadese
- 1988 - Chloe Fineman, attrice e comica statunitense
- 1988 - Collin Franklin, ex giocatore di football americano statunitense
- 1988 - Dmytro Hljebov, cestista ucraino
- 1988 - Julianne Hough, cantante, attrice e ballerina statunitense
- 1988 - Hu Bo, regista e scrittore cinese († 2017)
- 1988 - Ty Kelly, giocatore di baseball statunitense
- 1988 - John Klanac, ex pallavolista e allenatore di pallavolo statunitense
- 1988 - Toni Kolehmainen, ex calciatore finlandese
- 1988 - Dejan Mitrev, calciatore macedone
- 1988 - Viivi Pumpanen, modella e attrice finlandese
- 1988 - Édouard Rowlandson, pallavolista francese
- 1988 - Teliana Pereira, ex tennista brasiliana
- 1988 - Ryūsei Shinoyama, cestista giapponese
- 1988 - Stephen Strasburg, giocatore di baseball statunitense
- 1988 - Cameron Tatum, ex cestista statunitense
- 1988 - Terrell McClain, giocatore di football americano statunitense
- 1988 - Theodōros Vasilakakīs, ex calciatore greco
- 1988 - Sami Whitcomb, cestista statunitense
- 1988 - Jacquian Williams, giocatore di football americano statunitense
- 1988 - Olajide Williams, ex calciatore nigeriano
- 1989 - Rajae Bezzaz, conduttrice radiofonica e personaggio televisivo italiana
- 1989 - Brooke Candy, cantante e rapper statunitense
- 1989 - Rotnei Clarke, cestista statunitense
- 1989 - Javier Cortés, ex calciatore messicano
- 1989 - Elton Constantino da Silva, calciatore brasiliano
- 1989 - Erico Constantino da Silva, calciatore brasiliano
- 1989 - Thiago Galhardo, calciatore brasiliano
- 1989 - Julija Gavrilova, schermitrice russa
- 1989 - Jurij Gazinskij, calciatore russo
- 1989 - Delvon Johnson, cestista statunitense
- 1989 - Mark McNally, dirigente sportivo, ex ciclista su strada e pistard britannico
- 1989 - Thomas Oldrati, pilota motociclistico italiano
- 1989 - Cristian Pasquato, calciatore italiano
- 1989 - Mr. Polska, rapper polacco
- 1989 - Rose Villain, cantautrice e rapper italiana
- 1989 - Matt Walter, ex giocatore di football americano canadese
- 1989 - Tayler Wiles, ex ciclista su strada statunitense
- 1989 - Moussa Yedan, calciatore burkinabé
- 1990 - Oleksandr Chocjanivs'kyj, lottatore ucraino
- 1990 - Bradley Diallo, calciatore francese
- 1990 - Kōji Hachisuka, ex calciatore giapponese
- 1990 - Ali Haidar, cestista libanese
- 1990 - Keigo Higashi, calciatore giapponese
- 1990 - Steven Joseph-Monrose, calciatore francese
- 1990 - Jitka Landová, ex biatleta ceca
- 1990 - Micah Lawrence, ex nuotatrice statunitense
- 1990 - Nathan Lewis, ex calciatore trinidadiano
- 1990 - Anastasija Logunova, cestista russa
- 1990 - Oliver Mackeldanz, cestista tedesco
- 1990 - Dino Martinović, calciatore croato
- 1990 - Tommie-Amber Pirie, attrice canadese
- 1990 - Wendie Renard, calciatrice francese
- 1990 - Ole Söderberg, ex calciatore svedese
- 1990 - Éric Tié Bi, ex calciatore ivoriano
- 1990 - Lars Unnerstall, calciatore tedesco
- 1991 - Cédric Boussoughou, calciatore gabonese
- 1991 - Alec Burks, cestista statunitense
- 1991 - Yūsuke Chajima, calciatore giapponese
- 1991 - Milutin Đukanović, cestista montenegrino
- 1991 - Manuel Fischnaller, calciatore italiano
- 1991 - Cristian Insaurralde, calciatore argentino
- 1991 - Kira Kazantsev, modella statunitense
- 1991 - Yorleys Mena, calciatore colombiano
- 1991 - Julien Morice, ciclista su strada e pistard francese
- 1991 - Harry Newell, attore statunitense
- 1991 - Jonathan Ngwem, calciatore camerunese
- 1991 - Dwight Powell, cestista canadese
- 1991 - Cristian Pulido, ex calciatore colombiano
- 1991 - Aniello Salzano, calciatore italiano
- 1991 - Franz Schultz, calciatore cileno
- 1991 - Juan Pablo Vigón, calciatore messicano
- 1991 - Tawan Vihokratana, attore televisivo e modello thailandese
- 1991 - Heidi Weng, fondista norvegese
- 1991 - Damir Zlomislić, calciatore bosniaco
- 1992 - José Erick Correa, calciatore colombiano
- 1992 - Matteo Fedele, calciatore svizzero
- 1992 - Paige Hurd, attrice statunitense
- 1992 - Adam Jánoš, calciatore ceco
- 1992 - Ljudmyla Kičenok, tennista ucraina
- 1992 - Nadežda Kičenok, tennista ucraina
- 1992 - Reinaldo Lenis, calciatore colombiano
- 1992 - Noh Jin-kyu, pattinatore di short track sudcoreano († 2016)
- 1992 - Nixon Darlanio Reis Cardoso, calciatore brasiliano
- 1992 - Jordan Rodrigues, attore, cantante e ballerino australiano
- 1992 - Jon Taylor, calciatore inglese
- 1993 - Steven Adams, cestista neozelandese
- 1993 - Idrissa Camará, calciatore guineense
- 1993 - Cristiana Casarotto, calciatrice italiana
- 1993 - Alycia Debnam-Carey, attrice australiana
- 1993 - Lucas Digne, calciatore francese
- 1993 - Giada Galizi, nuotatrice italiana
- 1993 - Ivana Gallardo, pesista e discobola cilena
- 1993 - Vasile Jardan, calciatore moldavo
- 1993 - Maciej Kucharek, cestista polacco
- 1993 - Adam Maher, calciatore olandese
- 1993 - Lawrence Mhlanga, calciatore zimbabwese
- 1993 - Malcolm Mitchell, giocatore di football americano statunitense
- 1993 - Wendell, calciatore brasiliano
- 1993 - Atınç Nukan, calciatore turco
- 1993 - Virginia Nyambura, siepista keniota
- 1993 - Marko Poletanović, calciatore serbo
- 1993 - Lelde Priedulēna, ex skeletonista lettone
- 1993 - Debrah Scarlett, cantante svizzera
- 1993 - Ojārs Siliņš, cestista lettone
- 1993 - Vladislav Timakov, pallanuotista russo († 2015)
- 1994 - Leo Andrić, pallavolista croato
- 1994 - Mateo Barać, calciatore croato
- 1994 - Jordan Burgess, ex pallavolista statunitense
- 1994 - Eleutherios Choutesiōtīs, calciatore greco
- 1994 - Lucas Coelho, calciatore brasiliano
- 1994 - Chase Jackson, pesista statunitense
- 1994 - Maksim Gussev, calciatore estone
- 1994 - Nora Heroum, calciatrice finlandese
- 1994 - Ardit Hoxhaj, calciatore albanese
- 1994 - Ivajlo Ivanov, judoka bulgaro
- 1994 - Eves Karydas, cantautrice australiana
- 1994 - Antony Labanca, cestista francese
- 1994 - Wilco Louw, rugbista a 15 sudafricano
- 1994 - Solly March, calciatore inglese
- 1994 - Domenik Schierl, calciatore austriaco
- 1994 - Maia Shibutani, danzatrice su ghiaccio statunitense
- 1994 - Joey Sleegers, calciatore olandese
- 1994 - Péter Szilvási, ex calciatore ungherese
- 1994 - Yohann Tihoni, calciatore francese
- 1994 - Andrea Vendrame, ciclista su strada italiano
- 1995 - Dan Biton, calciatore israeliano
- 1995 - Shaquem Griffin, ex giocatore di football americano statunitense
- 1995 - Shaquill Griffin, giocatore di football americano statunitense
- 1995 - Lee Ya-hsuan, tennista taiwanese
- 1995 - Enrica Lupo, calciatrice italiana
- 1995 - Dylan Mertens, calciatore olandese
- 1995 - Jevaughn Minzie, velocista giamaicano
- 1995 - Abdelrahman Mohamed, judoka egiziano
- 1995 - Mateusz Rudyk, pistard polacco
- 1995 - Moussa Sanoh, calciatore olandese
- 1995 - Sarah Wilhite, pallavolista statunitense
- 1996 - Waldemar Anton, calciatore tedesco
- 1996 - Marko Arapović, ex cestista croato
- 1996 - Naoto Baba, fondista giapponese
- 1996 - Dominik Baumgartner, calciatore austriaco
- 1996 - Joey Bragg, attore e comico statunitense
- 1996 - José Canale, calciatore paraguaiano
- 1996 - Samuel Gilmore, ex calciatore nigeriano
- 1996 - Timo Hübers, calciatore tedesco
- 1996 - Olivier Kemen, calciatore camerunese
- 1996 - Karl-Johan Lips, cestista estone
- 1996 - José Manuel Mendes Gomes, calciatore portoghese
- 1996 - Tandi Mwape, calciatore zambiano
- 1996 - Jaylen Samuels, giocatore di football americano statunitense
- 1996 - Ben Simmons, cestista australiano
- 1996 - Tremon Smith, giocatore di football americano statunitense
- 1996 - Álvaro Tejero, calciatore spagnolo
- 1997 - Michail Artamonov, taekwondoka russo
- 1997 - Billi Bruno, attrice statunitense
- 1997 - Sekou Camara, calciatore guineano
- 1997 - Gabriele Di Martino, pallavolista italiano
- 1997 - Omurbek Malabekov, pugile kirghiso
- 1997 - Benedikt Pichler, calciatore austriaco
- 1997 - Martín Sarrafiore, calciatore argentino
- 1998 - Alejo Antilef, calciatore argentino
- 1998 - Cristopher Fiermarin, calciatore uruguaiano
- 1998 - Chantal Hagel, calciatrice tedesca
- 1998 - Alp Karahan, cestista turco
- 1998 - Jules Keita, calciatore guineano
- 1998 - Noémie Kolly, sciatrice alpina svizzera
- 1998 - Daniel Figueira, calciatore portoghese
- 1998 - Selom Mawugbe, cestista statunitense
- 1998 - Merveil Ndockyt, calciatore congolese (Repubblica del Congo)
- 1998 - Daniel Parra, calciatore messicano
- 1998 - Andrew Teuten, calciatore uruguaiano
- 1998 - Cordell Volson, giocatore di football americano statunitense
- 1998 - Isaiah Washington, cestista statunitense
- 1999 - Catarina Amado, calciatrice portoghese
- 1999 - Simon Becher, calciatore statunitense
- 1999 - Goga Bitadze, cestista georgiano
- 1999 - Johan Carbonero, calciatore colombiano
- 1999 - T'ara Ceasar, pallavolista statunitense
- 1999 - Elissa Downie, ex ginnasta inglese
- 1999 - Fatima El-Mamouny, danzatrice marocchina
- 1999 - Xian Emmers, calciatore belga
- 1999 - Pop Smoke, rapper statunitense († 2020)
- 1999 - Andrij Kožuchar, calciatore moldavo
- 1999 - Makoto Mitsuta, calciatore giapponese
- 1999 - Timothé Nkada, calciatore francese
- 1999 - Christian Rontini, calciatore filippino
- 1999 - Mark Wallner, tennista tedesco
- 2000 - Giorgia Bellinazzi, velocista italiana
- 2000 - Csaba Bőhm, pentatleta ungherese
- 2000 - Anthony Cutti, calciatore uruguaiano
- 2000 - Jessic Ngankam, calciatore tedesco
- 2000 - Andreas Müller, calciatore tedesco
- 2000 - Lucky Ogbevoen, giocatore di football americano austriaco
- 2000 - Noble Okello, calciatore canadese
- 2000 - Carlos Palacios, calciatore cileno
- 2000 - Kik Pierie, calciatore olandese
- 2000 - Olaug Tvedten, calciatrice norvegese
- 2000 - Alberto del Moral, calciatore spagnolo

## XXI secolo(30)
- 2001 - Álex Baena, calciatore spagnolo
- 2001 - Brad Benavides, pilota automobilistico statunitense
- 2001 - Giuseppe Di Serio, calciatore italiano
- 2001 - Pim Ronhaar, ciclocrossista, ciclista su strada e mountain biker olandese
- 2001 - Mary Tucker, tiratrice a segno statunitense
- 2002 - Abdurauf Bo'riyev, calciatore uzbeko
- 2002 - Omar Campos, calciatore messicano
- 2002 - Antonia Kermer, ex sciatrice alpina tedesca
- 2002 - Hawa Sangaré, calciatrice francese
- 2002 - Oumar Traoré, calciatore maliano
- 2003 - Hugo Auradou, rugbista a 15 francese
- 2003 - Ansor Chabibov, calciatore russo
- 2003 - Jade Labastugue, pistard e ciclista su strada francese
- 2003 - Flávio Nazinho, calciatore portoghese
- 2003 - Rosa Pohjolainen, sciatrice alpina finlandese
- 2003 - Grant-Leon Ranos, calciatore tedesco
- 2003 - Jeremías Silveira, calciatore uruguaiano
- 2003 - Owen González, calciatore messicano
- 2003 - Timofej Šipunov, calciatore russo
- 2004 - Harold Fannin Jr., giocatore di football americano statunitense
- 2004 - Omari Forson, calciatore inglese
- 2004 - Carlos Garach, nuotatore spagnolo
- 2004 - Maja Jelčić, calciatrice bosniaca
- 2004 - Vilho Palosaari, saltatore con gli sci finlandese
- 2004 - Nicolás Sánchez, calciatore argentino
- 2005 - Noah Cobb, calciatore statunitense
- 2005 - Jana Fritz, sciatrice alpina tedesca
- 2005 - Michael Opoku, calciatore danese
- 2006 - Prince Ricardo Dossou, calciatore beninese
- 2007 - Silvinho, calciatore portoghese